# Elacatinus
Elacatinus is een geslacht van straalvinnige vissen uit de familie van grondels (Gobiidae).

## Soorten
- Elacatinus atronasus Böhlke & Robins, 1968
- Elacatinus chancei Beebe & Hollister, 1933
- Elacatinus colini Randall & Lobel, 2009
- Elacatinus digueti (Pellegrin, 1901)
- Elacatinus dilepis (Robins & Böhlke, 1964)
- Elacatinus evelynae Böhlke & Robins, 1968
- Elacatinus figaro Sazima, Moura & Rosa, 1997
- Elacatinus gemmatus (Ginsburg, 1939)
- Elacatinus genie Böhlke & Robins, 1968
- Elacatinus horsti Metzelaar, 1922
- Elacatinus illecebrosum Böhlke & Robins, 1968
- Elacatinus janssi Bussing, 1981
- Elacatinus jarocho Taylor & Akins, 2007
- Elacatinus limbaughi Hoese & Reader, 2001
- Elacatinus lobeli Randall & Colin, 2009
- Elacatinus lori Colin, 2002
- Elacatinus louisae Böhlke & Robins, 1968
- Elacatinus macrodon (Beebe & Tee-Van, 1928)
- Elacatinus multifasciatus (Steindachner, 1876)
- Elacatinus nesiotes Bussing, 1990
- Elacatinus oceanops Jordan, 1904
- Elacatinus pallens (Ginsburg, 1939)
- Elacatinus panamensis Victor, 2010
- Elacatinus phthirophagus Sazima, Carvalho-Filho & Sazima, 2008
- Elacatinus pridisi Guimarães, Gasparini & Rocha, 2004
- Elacatinus prochilos Böhlke & Robins, 1968
- Elacatinus puncticulatus Ginsburg, 1938
- Elacatinus randalli Böhlke & Robins, 1968
- Elacatinus redimiculus Taylor & Akins, 2007
- Elacatinus rubrigenis Victor, 2010
- Elacatinus saucrus (Robins, 1960)
- Elacatinus serranilla Randall & Colin, 2009
- Elacatinus tenox Böhlke & Robins, 1968
- Elacatinus xanthiprora Böhlke & Robins, 1968
- Elacatinus zebrellus (Robins, 1958)